# Aeridovanda
× Aeridovanda (abreviado Aerdv) es un híbrido intergenérico entre los géneros de orquídeas Aerides y Vanda (Aer x V).